# فرش خزه‌های چابهار
فرش خزه‌های چابهار، یکی از دیدنی‌های طبیعی در نزدیکی بندر اقیانوسی چابهار است. 
فرش خزه گل‌سنگهایی هستند که از جلبک‌ها و قارچ‌ها تشکیل شده‌اند و موجب تخریب و تجزیهٔ سنگ‌ها به دلیل هوازدگی می‌شوند. شرایط مناسب زیستی و جلبک‌های آب شور در وفور منابع غذایی این پدیدهٔ زیبا را به وجود می‌آورد. 
تلفیق رنگ سبز پررنگ و رنگ آبی دریا همراه با نور خورشید، به این پدیده در چابهار زیبایی ویژه‌ای می‌بخشد. این فرش خزه‌ها در منطقهٔ دریابزرگ در شهرستان چابهار قرار دارند.